# 일리르스카비스트리차

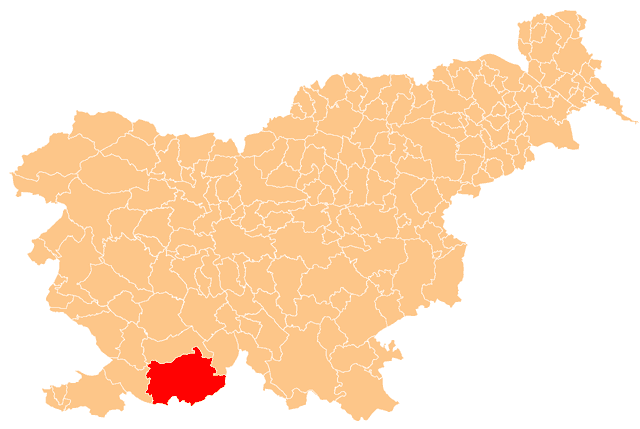
일리르스카비스트리차의 위치

일리르스카비스트리차(슬로베니아어: Ilirska Bistrica, 독일어: Illyrisch Feistritz 일뤼리슈파이스트리츠[*], 이탈리아어: Villa del Nevoso 빌라델네보소[*])는 슬로베니아의 도시로 면적은 480.0km2, 인구는 14,234명(2002년 기준), 인구 밀도는 29.7명/km2이다.